# Wendelinuspark

Logo des Wendelinusparks

Der Wendelinuspark ist ein Naherholungsgebiet und ein Gewerbepark am Stadtrand der saarländischen Stadt St. Wendel. Er entstand nach dem Abzug der französischen Truppen auf dem Gelände der ehemaligen Kasernen und des Truppenübungsplatzes.

## Geschichte

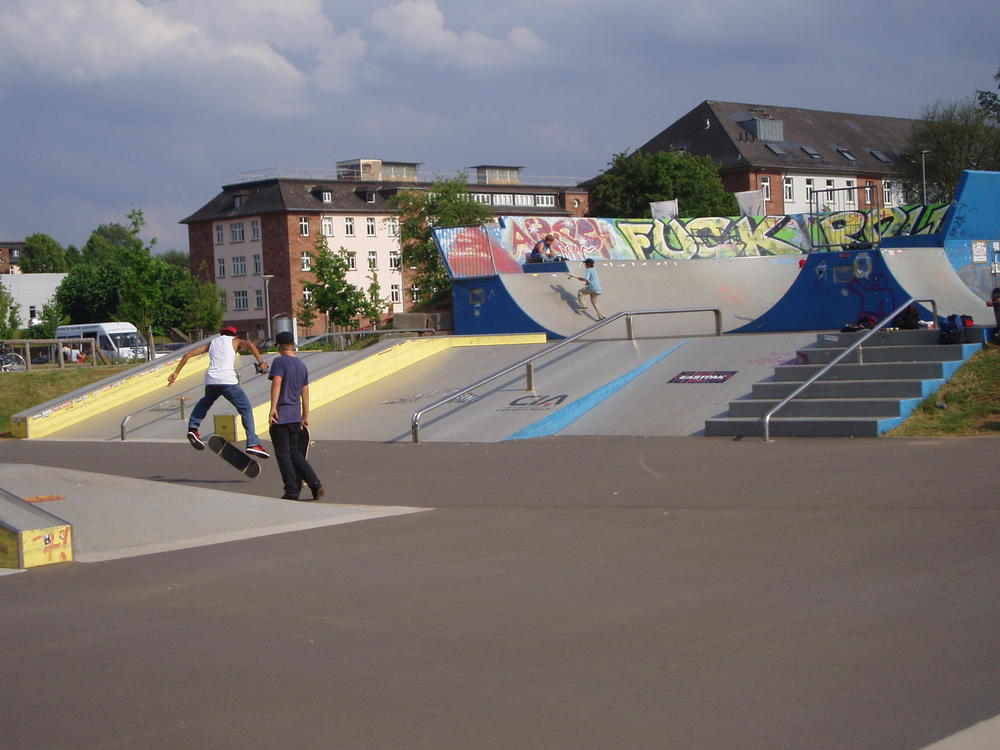
Skaterstadion des Wendelinusparks

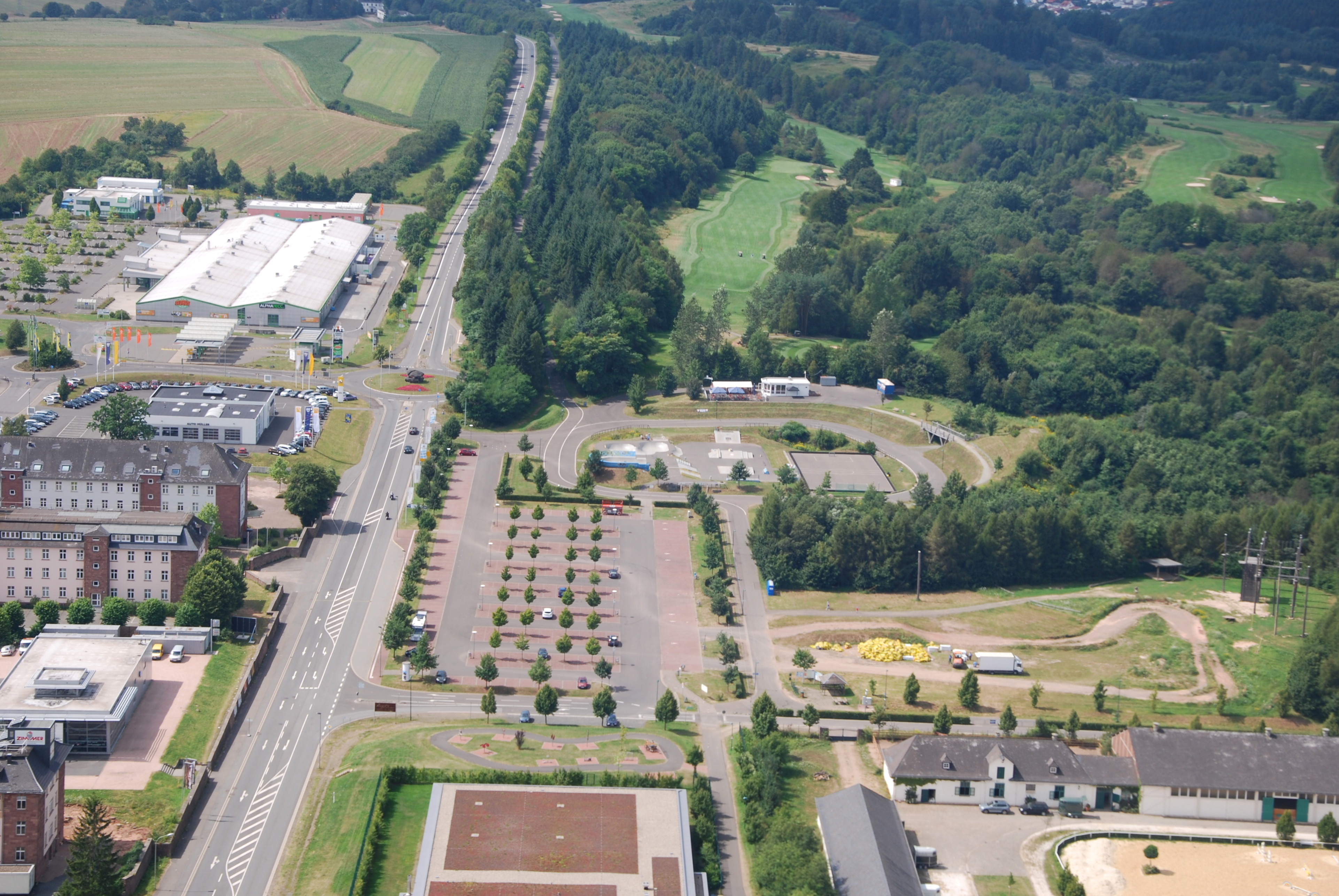
Blick auf den Skaterpark und die Parkplätze

Schon vor dem Abzug der französischen Garnison im August 1999 aus St. Wendel wurde die „Wendalinuspark St. Wendel GmbH“ gegründet. Diese hatte das Ziel, den nach dem Abzug verbleibenden Platz städtebaulich sinnvoll zu nutzen. Ende 1999 hatten sich schon die ersten Handwerks- und Dienstleistungsbetriebe eingemietet. Da das Geschäft mit der Vermietung der Kasernen florierte, entschloss man sich, einen Freizeitpark auf dem unbenutzten Truppenübungsplatz aufzubauen. So erfolgte im Januar 2001 der erste Spatenstich für den knapp 5,2 km langen „Rad-, Wander- und Inline-Skater-Weg“, der im September 2001 eröffnet wurde. 2003 eröffnete in St. Wendel die erste „Robinson Wellfit-in-Town“-Anlage Deutschlands, ihr folgte ein Skaterstadion und ein 27-Loch-Golfplatz im gleichen Jahr. Am 19. März 2008 wurde das neue Hallenbad „Wendelinusbad“ eröffnet. Es ersetzt das alte Hallenbad, in dem nun nach umfassenden Umbaumaßnahmen eine Kletterhalle den Betrieb aufgenommen hat.

## Einrichtungen
- 27-Loch-Golfplatz[3]
- Hallenbad
- 5,2 km-Rundweg
- Skatepark mit Hockeyfeld
- Hubschrauberlandeplatz[4]
- Kletterwand
- Fahrrad-Trial-Hügel
- Private Reitanlage

## Rennstrecke
Seit 2003 existiert im Wendelinuspark auch eine Motorsport-Rennstrecke. Auf ihr werden verschiedeneSupermoto-Meisterschaften bis hin zu Europa- und Weltmeisterschaften gefahren.